# Amt Luckau
Das Amt Luckau war ein 1992 im Land Brandenburg gebildetes Amt, in dem sich zunächst 16 Gemeinden und die Stadt Luckau im Norden des damaligen Kreises Luckau (heute Landkreis Dahme-Spreewald, Brandenburg) zu einem Verwaltungsverbund zusammengeschlossen hatten. Zwei weitere Gemeinden wurden dem Amt per Erlass des Innenministers des Landes Brandenburg zugeordnet. Sitz der Amtsverwaltung war in der Stadt Luckau. Die meisten Gemeinden des Amtes wurden nach und nach in die Stadt Luckau eingegliedert und das Amt 2003 aufgelöst.

## Geographische Lage
Das Amt grenzte im Norden an die Ämter Golßener Land und Unterspreewald, im Osten an die Ämter Lübbenau und Calau (beide damals Kreis Calau, ab 1993 Landkreis Oberspreewald-Lausitz), im Süden an das Amt Kleine Elster (Niederlausitz) (damals noch Kreis Finsterwalde, ab 1993 Landkreis Elbe-Elster), im Westen an das Amt Heideblick.

## Geschichte
Am 22. Mai 1992 erteilte der Minister des Innern des Landes Brandenburg mit Wirkung zum 25. Mai 1992 seine Zustimmung zur Bildung des Amtes Luckau. Amtssitz war in der Stadt Luckau. Folgende Gemeinden des damaligen Kreises Luckau waren darin zusammengeschlossen:
- Kümmritz
- Schlabendorf am See
- Terpt
- Uckro
- Willmersdorf-Stöbritz
- Zieckau
- Zöllmersdorf
- Karche-Zaacko
- Kreblitz
- Gießmannsdorf
- Freesdorf
- Egsdorf
- Duben
- Drahnsdorf
- Cahnsdorf
- Görlsdorf
- und die Stadt Luckau

Die Gemeinden Fürstlich Drehna und Bergen (Kreis Luckau) wurden zum 4. September 1992 durch das brandenburgische Innenministerium dem Amt Luckau zugeordnet. Zum 30. November 1997 wurde die Gemeinde Gießmannsdorf in die Stadt Luckau eingegliedert, zum 1. September 1998 wurde dann Zieckau eingegliedert und am 31. Dezember 1998 folgte die Gemeinde Bergen.
Zum 31. Dezember 1999 wurden die Gemeinden Egsdorf, Willmersdorf-Stöbritz, Kreblitz, Karche-Zaacko, Kümmritz und Fürstlich Drehna in die Stadt Luckau eingegliedert. Zum 31. Dezember 2000 folgte dann Freesdorf. Terpt wurde am 31. Dezember 2001 eingemeindet.
Die Gemeinden Cahnsdorf, Duben, Görlsdorf und Schlabendorf wurden zum 26. Oktober 2003 per Gesetz in die Stadt Luckau eingegliedert. Das Amt Luckau wurde aufgelöst, die Stadt Luckau amtsfrei. Das Amt hatte z. Z. seiner Auflösung 10736 Einwohner.
Die Gemeinde Drahnsdorf schloss sich dagegen mit der Gemeinde Falkenhain (Amt Golßener Land) zur neuen Gemeinde Drahnsdorf zusammen und wechselte in das Amt Golßener Land (heute Amt Unterspreewald).
Die Gemeinden Cahnsdorf, Duben, Görlsdorf und Schlabendorf erhoben kommunale Verfassungsbeschwerde vor dem Verfassungsgericht des Landes Brandenburg gegen ihre Eingliederung in die Stadt Luckau, die jedoch zurückgewiesen wurde.

## Amtsdirektor
Amtsdirektor des Amtes Luckau war der Bürgermeister von Luckau Harry Müller.

## Belege
1. ↑  
Bildung des Amtes Luckau. Bekanntmachung des Ministers des Innern vom 22. Mai 1992. Amtsblatt für Brandenburg – Gemeinsames Ministerialblatt für das Land Brandenburg, 3. Jahrgang, Nummer 44, vom 30. Mai 1992, S. 835.
2. ↑  
Zuordnung der Gemeinden Fürstlich Drehna und Bergen zum Amt Luckau. Bekanntmachung des Ministers des Innern vom 29. August 1992. Amtsblatt für Brandenburg – Gemeinsames Ministerialblatt für das Land Brandenburg, 3. Jahrgang, Nummer 91, 30. November 1992, S. 2066.
3. ↑  
Eingliederung der Gemeinde Gießmannsdorf in die Stadt Luckau. Bekanntmachung des Ministers des Innern vom 26. November 1997. Amtsblatt für Brandenburg Gemeinsames Ministerialblatt für das Land Brandenburg, 8. Jahrgang, Nummer 50, 16. Dezember 1997, S. 998.
4. ↑  
Eingliederung der Gemeinde Zieckau in die Stadt Luckau. Bekanntmachung des Ministeriums des Innern vom 25. Mai 1998. Amtsblatt für Brandenburg – Gemeinsames Ministerialblatt für das Land Brandenburg, 9. Jahrgang, Nummer 24, 24. Juni 1998, S. 566.
5. ↑  
Eingliederung der Gemeinde Bergen in die Stadt Luckau. Bekanntmachung des Ministeriums des Innern vom 27. November 1998. Amtsblatt für Brandenburg – Gemeinsames Ministerialblatt für das Land Brandenburg, 9. Jahrgang, Nummer 51, 15. Dezember 1998, S. 1040.
6. ↑  
Eingliederung der Gemeinde Egsdorf in die Stadt Luckau. Bekanntmachung des Ministeriums des Innern vom 23. November 1999. Amtsblatt für Brandenburg – Gemeinsames Ministerialblatt für das Land Brandenburg, 10. Jahrgang, Nummer 50, 15. Dezember 1999, S. 1219.
7. ↑  
Eingliederung der Gemeinde Egsdorf in die Stadt Luckau. Bekanntmachung des Ministeriums des Innern vom 23. November 1999. Amtsblatt für Brandenburg – Gemeinsames Ministerialblatt für das Land Brandenburg, 10. Jahrgang, Nummer 50, 15. Dezember 1999, S. 1219.
8. ↑  
Eingliederung der Gemeinde Kreblitz in die Stadt Luckau. Bekanntmachung des Ministeriums des Innern vom 23. November 1999. Amtsblatt für Brandenburg – Gemeinsames Ministerialblatt für das Land Brandenburg, 10. Jahrgang, Nummer 50, 15. Dezember 1999, S. 1219.
9. ↑  
Eingliederung der Gemeinde Karche-Zaacko in die Stadt Luckau. Bekanntmachung des Ministeriums des Innern vom 23. November 1999. Amtsblatt für Brandenburg – Gemeinsames Ministerialblatt für das Land Brandenburg, 10. Jahrgang, Nummer 50, 15. Dezember 1999, S. 1219.
10. ↑  
Eingliederung der Gemeinde Kümmritz in die Stadt Luckau. Bekanntmachung des Ministeriums des Innern vom 23. November 1999. Amtsblatt für Brandenburg – Gemeinsames Ministerialblatt für das Land Brandenburg, 10. Jahrgang, Nummer 50, 15. Dezember 1999, S. 1219.
11. ↑  
Eingliederung der Gemeinde Fürstlich Drehna in die Stadt Luckau. Bekanntmachung des Ministeriums des Innern vom 23. November 1999. Amtsblatt für Brandenburg – Gemeinsames Ministerialblatt für das Land Brandenburg, 10. Jahrgang, Nummer 50, 15. Dezember 1999, S. 1219.
12. ↑  
Eingliederung der Gemeinde Freesdorf in die Stadt Luckau. Bekanntmachung des Ministeriums des Innern vom 20. Dezember 2000. Amtsblatt für Brandenburg
Gemeinsames Ministerialblatt für das Land Brandenburg, 12. Jahrgang, 2001, Nummer 2, Potsdam, 10. Januar 2001, S. 43, PDF.
13. ↑  
Sechstes Gesetz zur landesweiten Gemeindegebietsreform betreffend die Landkreise Dahme-Spreewald, Elbe-Elster, Oberspreewald-Lausitz, Oder-Spree und Spree-Neiße (6.GemGebRefGBbg) vom 24. März 2003, Gesetz- und Verordnungsblatt für das Land Brandenburg, I (Gesetze), 2003, Nr. 05, S. 93.
14. ↑  
Beitrag zur Statistik Landesbetrieb für Datenverarbeitung und Statistik Historisches Gemeindeverzeichnis des Landes Brandenburg 1875 bis 2005 19.3 Landkreis Dahme-Spreewald PDF
15. ↑  
Bildung einer neuen Gemeinde Drahnsdorf. Bekanntmachung des Ministeriums des Innern vom 15. Mai 2002. Amtsblatt für Brandenburg – Gemeinsames Ministerialblatt für das Land Brandenburg, 13. Jahrgang, Nummer 25, 19. Juni 2002, S. 606, PDF.
16. ↑  
Kommunale Verfassungsbeschwerde der Gemeinde Duben gegen ihre Eingliederung in die Stadt Luckau, VfGBbg: 273/03 Beschluss vom: 18.11.2004 S-Nr.: 1348
17. ↑  
Die Eingliederung von vier Gemeinden ist korrekt, Lausitzer Rundschau vom 26. November 2004